# 君こそライオンズ
「君こそライオンズ」（きみこそライオンズ）は、日本プロ野球のパシフィック・リーグに所属した太平洋クラブライオンズ、のちクラウンライターライオンズ（現・埼玉西武ライオンズ）の球団歌である。1973年（昭和48年）に発表された。時代劇のテーマを思わせる曲で、当初は今陽子の歌唱したバージョンが使われた。その後、西郷輝彦の歌唱により改めて録音され、翌1974年（昭和49年）にシングルが発売された。作詞は黒瀬泰宏・本間繁義、作曲は中村八大による。

## 解説
西鉄ライオンズ（現・埼玉西武ライオンズ）が売却され、運営会社・福岡野球の元で太平洋クラブをスポンサーとして太平洋クラブライオンズに球団名を変更した1973年（昭和48年）に、それまでの「西鉄ライオンズの歌」に代わる新球団歌として、一般からの公募により選出・発表された。
1978年（昭和53年）に球団スポンサーが太平洋クラブからクラウンガスライターに代わり、球団名がクラウンライターライオンズへ変更されても引き続き使用されていたが1979年（昭和54年）に西武グループが球団を買収し、本拠地を福岡県から埼玉県へ移転したことに伴い、本曲は球団歌としての使命を終えた。現在の西武の球団歌は1979年に制定され、松崎しげるが歌う「地平を駈ける獅子を見た」である。
なお、この曲が発表された2年後の1975年（昭和50年）には、「惚れたぜライオンズ」（歌・中村基樹=当時RKB毎日放送アナウンサー）と「ぼくらの憧れライオンズ」（歌・子門真人）がカップリングされたレコードが球団歌として発売されている。

## 西郷輝彦のシングル
西郷輝彦の70枚目のシングルとして1974年7月10日に発売された。
CD化された音源は2011年（平成23年）に日本クラウンより発売された『西郷輝彦 Star★Box』（CRCN-50136〜50140）のディスク4に収録されている。

### 収録曲
1. 君こそライオンズ（3分19秒）
作詞：黒瀬泰宏／補作詞：本間繁義／作曲：中村八大／編曲：小杉仁三
2. 鹿児島おはら節（2分35秒）
作詞・作曲：鹿児島県民謡／編曲：萩敏郎